# Mratovo
Mratovo falu Horvátországban Šibenik-Knin megyében. Közigazgatásilag Prominához tartozik.

## Fekvése
Knintől légvonalban 15, közúton 20 km-re, községközpontjától 3 km-re délnyugatra, Dalmácia északi-középső részén, a Krka szurdokvölgyétől keletre fekszik.

## Története
A régészeti leletek tanúsága szerint falu területe már az újkőkorszakban is lakott volt. Az ókorban római település állt itt, ezt bizonyítja a templom újjáépítési munkái során itt talált latin feliratos római kőlap.  A templomot 1412-ben említik először, de vélhetően ennél sokkal régebbi. Maga a település neve is a templom védőszentjének nevéből keletkezett. A Márton név ekkoriban elég ritka volt ezen a vidéken, Szent Márton kultusza valószínűleg északról, magyar hatásra érkezett.
A török 1522-ben szállta meg ezt a területet, melynek korábbi lakossága nagyrészt nyugatra menekült. A község területe a moreai háború során 1688-ban szabadult fel a török uralom alól. Miután 1797-ben a francia seregek felszámolták a Velencei Köztársaságot osztrák csapatok szállták meg. 1809-ben az Első Francia Császárság Illír Tartományának része lett. 1815-ben a bécsi kongresszus újra Ausztriának adta, amely a Dalmát Királyság részeként Zárából igazgatta 1918-ig. A falunak 1857-ben 410, 1910-ben 461 lakosa volt. Az első világháború után előbb a Szerb-Horvát-Szlovén Királyság, majd Jugoszlávia része lett. Az 1970-es években nagy számú lakosság vándorolt ki a jobb megélhetés reményében. 1991-ben lakosságának 90 százaléka horvát, 8 százaléka szerb volt. A délszláv háború idején 1991-ben szerb felkelők és a JNA csapatai szállták meg és a Krajinai Szerb Köztársasághoz csatolták. Katolikus templomát felgyújtották, horvát lakossága elmenekült. A horvát hadsereg 1995 augusztusában a Vihar hadművelet során foglalta vissza a települést. Szerb lakossága nagyrészt elmenekült. A falunak 2011-ben 56 lakosa volt.

## Lakosság
| Lakosság változása | Lakosság változása | Lakosság változása | Lakosság változása | Lakosság változása | Lakosság változása | Lakosság változása | Lakosság változása | Lakosság változása | Lakosság változása | Lakosság változása | Lakosság változása | Lakosság változása | Lakosság változása | Lakosság változása | Lakosság változása |
| ------------------ | ------------------ | ------------------ | ------------------ | ------------------ | ------------------ | ------------------ | ------------------ | ------------------ | ------------------ | ------------------ | ------------------ | ------------------ | ------------------ | ------------------ | ------------------ |
| 1857               | 1869               | 1880               | 1890               | 1900               | 1910               | 1921               | 1931               | 1948               | 1953               | 1961               | 1971               | 1981               | 1991               | 2001               | 2011               |
| 410                | 409                | 383                | 442                | 466                | 461                | 512                | 525                | 556                | 597                | 587                | 388                | 218                | 204                | 86                 | 56                 |

## Nevezetességei
A Szent Márton templomot már 1412-ben említik. Az eredeti templomból fennmaradt a sekrestye és a gazdagon díszített harangtorony a két haranggal. 1841-ben új, ötszög alaprajzú templomot építettek mellé. A délszláv háború idején a szerbek felgyújtották. Újjáépítése 2002-2003-ban történt. A templom körül régi temető található.